# De dappere duinduikers
De dappere duinduikers is een kort stripverhaal uit de reeks van Suske en Wiske. Het is gemaakt door Paul Geerts.
Het werd gepubliceerd in De Standaard en Het Nieuwsblad van 14 maart 1988 tot en met 20 mei 1988. De eerste albumuitgave was in het Familiestripboek van juni 1988. Het verhaal is nooit uitgebracht in de reguliere Vierkleurenreeks.

## Locaties
- strand met duinen

## Personages
- Suske, Wiske met Schanulleke, tante Sidonia, Lambik, Jerom, professor Barabas, politie, Piet Daleway en andere meeuwen, Kokkine en andere duinduikers

## Uitvindingen
- de teletijdmachine

## Het verhaal
De vrienden zullen hun vakantie aan de kust doorbrengen. Professor Barabas gaat ook mee, omdat hij met de teletijdmachine de plek heeft gevonden waar in de zestiende eeuw een Spaans galjoen is gezonken. Hier zou zich nog steeds een onontdekte schat aan boord bevinden.
Tante Sidonia raakt tijdens de vakantie haar handtas kwijt. De vrienden horen op de radio dat er langs de kust veel handtassen gestolen worden. Suske en Wiske gaan naar een oude vuurtoren, waar ze een kan met lauwe koffie en een opgezette meeuw aantreffen. De volgende dag verdwijnt ook Schanulleke op het strand. Wiske vernielt uit frustratie de opgezette meeuw. In de meeuw blijkt een briefje te zitten over duinduikers, een dwergvolkje dat langs de kust woont, en hun koningin Kokkeline. De duinduikers moeten het gras en de planten in de duinen verzorgen zodat ze niet verstuiven. Lambik gelooft het verhaal over de duinduikers niet. Hij waarschuwt dat er in de krant berichten staan over een bende die met meeuwen op hun hoofd rondloopt. Als de anderen hem negeren, vertrekt hij kwaad huiswaarts.
De kinderen willen nu professor Barabas gaan opzoeken, maar die heeft geen tijd voor de verhalen over de duinduikers. Dan wordt Suske ontvoerd door de mannen die met een meeuw op hun hoofd rondlopen. Wiske raakt bewusteloos en blijft op het strand achter. Suske hoort in de vuurtoren dat de mannen weten dat er een schat in het galjoen ligt en ziet dan hoe de duinduikers met gestolen spullen bij de mannen aankomen. Het blijkt dat de koningin van de duinduikers in de macht van de mannen is en daarom stelen de duinduikers spullen van toeristen. In de gestolen tassen zit voornamelijk waardeloos spul. Nu laten de mannen het galjoen door de duinduikers opgraven, zodat de schat van hen zal zijn. De duinduikers zorgen ervoor dat de zware machines van de expeditie in het zand vast komen te zitten en de volgende dag kan professor Barabas niet verder graven naar het galjoen.
Wiske komt weer bij en volgt het spoor naar de vuurtoren. Op de werkplaats van professor Barabas breekt brand uit en al het materiaal wordt vernietigd. Het overgebleven materiaal wordt weggebracht want professor Barabas stopt nu teleurgesteld met de opgraving. Wiske en tante Sidonia willen Suske bevrijden, maar dan zien ze de duinduikers die het galjoen binnengaan. Even later komen ze met een kist naar buiten en tante Sidonia en Wiske zetten de achtervolging in. Ze zien dat de mannetjes de vuurtoren binnengaan. Tante Sidonia gaat terug om de politie te waarschuwen. Wiske vindt een duinduiker die vastzit in de bosjes. Ze neemt hem mee in een zak en bevrijdt Suske en Schanulleke. Wiske hoort van Suske het verhaal over Kokkeline, de koningin van de duinduikers, en de duinduiker vertelt dat de drie "meeuwen" vroeger vuurtorenwachters waren. Toen de vuurtoren in verval raakte werden ze verbitterd, omdat ze werkloos werden. Ze besloten toen maar op boevenpad te gaan.
Kokkeline wordt bevrijd, maar dan komen de meeuwen terug in de vuurtoren. De kinderen worden gevangengenomen, maar de duinduiker en de koningin kunnen ontkomen. Dan worden de meeuwen door een vierde meeuw neergeslagen, het blijkt Lambik te zijn die zich heeft vermomd. Het komt tot een gevecht en de meeuwen kunnen ontkomen, maar ze komen niet ver want hun vrachtwagen is in het zand weggezakt. Dan komt de politie en omsingeld de vuurtoren. De duinduikers willen niet dat er meer slachtoffers vallen en ze laten de vuurtoren instorten. Jerom ruimt de puinhopen op. Piet Daleway, een van de meeuwen, betuigt spijt. De meeuwen worden ingerekend door de politie en de duinduikers komen de vrienden bedanken voor hun hulp, nu kunnen ze weer met het onderhoudswerk aan de duinen beginnen. 
Professor Barabas heeft de schat nu in zijn bezit. Hij wil alles schenken aan het Wereld Natuur Fonds, om de Afrikaanse neushoorns te redden die met uitsterven worden bedreigd.

## Trivia
- Het verhaal is ook in het Frans uitgegeven met de naam Les Piquedunes Pickepockets uit de Bob et Bobette reeks;
  - Suske heet Bob
  - Wiske heet Bobette
  - Schanulleke heet Fanfreluche
  - tante Sidonia heet tante Sidonie of Tantine
  - Lambik heet Lambique
  - Jerom heet Jérôme
  - professor Barabas heet professeur Barabas
  - Piet Daleway heet Pierre Dufard
  - de meeuwen heten mouettes
  - Kokkine heet Coqueline
  - de duinduikers heten Piquedunes
- Het verhaal verscheen ook op een interactieve cd-rom.